# Resolutie 54 Veiligheidsraad Verenigde Naties
Resolutie 54 van de Veiligheidsraad van de Verenigde Naties werd midden juli 1948 aangenomen. Zeven leden van de Veiligheidsraad stemden voor, Syrië stemde tegen en Argentinië, Oekraïne en de Sovjet-Unie onthielden zich. De Veiligheidsraad eiste dat het geweld in Palestina zou stoppen en de partijen samen met Folke Bernadotte naar een vreedzame oplossing voor het conflict zouden zoeken.

## Achtergrond
De VN-Veiligheidsraad vroeg het in juni overeengekomen bestand te verlengen, maar na afloop ervan werden de vijandelijkheden toch hervat.

## Inhoud
De Veiligheidsraad:
Neemt in beraad dat:
- Israël de verlenging van het bestand heeft aanvaard.
- De lidstaten van de Arabische Liga verschillende oproepen van de VN-bemiddelaar en de verlenging van het bestand hebben verworpen.
- Het geweld in Palestina opnieuw oplaait.

1. Bepaalt dat de situatie in Palestina een bedreiging van de vrede vormt volgens artikel °39 van het Handvest van de Verenigde Naties.
2. Beveelt de betrokkenen de militaire acties te staken en het staakt-het-vuren af te kondigen. Dit moet ingaan op een met de bemiddelaar af te spreken moment maar niet later dan drie dagen na deze resolutie.
3. Schending van bovenstaande bepalingen zal een schending van de vrede zijn en aanleiding zijn voor verdere actie van de Veiligheidsraad.
4. Roept alle autoriteiten op mee te werken met de bemiddelaar.
5. Beveelt een onmiddellijk en onvoorwaardelijk staakt-het-vuren in de stad Jeruzalem binnen de 24 uur. De Bestandscommissie moet hiertoe maatregelen nemen.
6. Bemiddelaar Folke Bernadotte moet verder trachten de stad Jeruzalem te demilitariseren en de bescherming van de heilige plaatsen verzekeren.
7. De bemiddelaar moet op het bestand toezien, procedures opstellen om met schendingen om te gaan en de Veiligheidsraad hiervan op de hoogte houden.
8. Beslist dat het bestand van kracht blijft tot een vreedzame oplossing is gevonden.
9. Herhaalt de oproep aan alle partijen om samen met de bemiddelaar een vreedzame oplossing te zoeken.
10. Vraagt secretaris-generaal Trygve Lie de bemiddelaar van het nodige personeel en middelen te voorzien.
11. Vraagt de secretaris-generaal het nodige geld vrij te maken voor de verplichtingen die voortvloeien uit deze resolutie.

## Verwante resoluties
- Resolutie 50 Veiligheidsraad Verenigde Naties riep op tot 4 weken staakt-het-vuren.
- Resolutie 53 Veiligheidsraad Verenigde Naties riep op het staakt-het-vuren te verlengen.
- Resolutie 56 Veiligheidsraad Verenigde Naties verwees op resolutie 54 en wees op de verantwoordelijkheid van de partijen om het bestand niet te schenden.
- Resolutie 57 Veiligheidsraad Verenigde Naties over de dood van de VN-bemiddelaar.

Lijst ·  38 ·  39 ·  40 ·  41 ·  42 ·  43 ·  44 ·  45 ·  46 ·  47 ·  48 ·  49 ·  50 ·  51 ·  52 ·  53 ·  54 ·  55 ·  56 ·  57 ·  58 ·  59 ·  60 ·  61 ·  62 ·  63 ·  64 ·  65 ·  66